# Китайска мечта
Китайска мечта е афоризъм, употребен в реч на Си Дзинпин за първи път на 29 ноември 2012 г.  При първото си обръщение като президент на Китай на 17 март 2013 г. той многократно използва израза „китайска мечта“, като по този начин го официализира в държавна политика. 
Китайската мечта има две главни цели, материална и модернизационна:
1. Китай да стане сравнително заможно общество или да бъде увеличена т.нар. средна класа до 2021 г., когато се навършва век от създаването на Китайската комунистическа партия;
2. Китай да стане напълно развита нация до 2049 г., когато е 100-годишнината от създаването на Китайската народна република [3]

През 2013 г. Си Дзинпин започва да използва фразата „китайска мечта“ и тя се разпространява сред китайските медии и по света. Той дефинира китайската мечта като: 
| „ | национално обновяване, подобряване на живота на хората, просперитет, изграждане на по-добро общество и подсилване на военното дело. | “ |

Китай има сериозни планове през първата половина на 21 век да се превърне в световна морска и космическа сила №1, освен икономическа каквато е от 2014 г. 

## Алюзии
През 2010 г. американската авторка Хелън Уанг в своя книга озаглавена „Китайската мечта“ за първи път свързва китайската и американската мечта. Според авторката, двете мечти са същностно и есхатологично различни, като първата акцентира върху добруването на социума и оттук на индивида, а втората е с акцент върху индивидуализма. Според авторката, световните ресурси не са неизчерпаеми и оттук достига до извода, че не може едновременно да се сбъднат и двете мечти. Китайската мечта има за разрешаване и свой бъдещ проблем №1, които ще се превърне в бич при темпа на устойчиво развитие – замърсяването на околната среда в страната и екологията. 